# Резня в Мардзаботто
Резня в Мардзаботто или резня Монте-Соле — военное преступление, совершенное в время Второй мировой войны в Италии 29 сентября — 5 октября 1944 года. Эсэсовцами было убито не менее 770 мирных жителей. Данное преступление произошло около небольшой деревни Мардзаботто, в горной местности к югу от Болоньи. Это было крупнейшее массовое убийство гражданских лиц, совершенное войсками СС в Западной Европе во время войны. Это также самый смертоносный массовый расстрел в истории Италии.

## Резня
В отместку за нападения партизан и Сопротивления на немецких солдат, в период с 29 сентября по 5 октября 1944 года штурмбаннфюрер СС Вальтер Редер возглавил солдат 16-й моторизованной дивизии СС «Рейхсфюрер СС», которые систематически убивали людей в Мардзаботто. Они также убили жителей соседних коммун Гриццана-Моранди и Мондзуно, района массива Монте-Соле (часть Апеннин в провинции Болонья).
Историки старались задокументировать количество жертв. Некоторые источники сообщают о 1 830 жертвах; другие считают, что погибло 955 человек. Фонд школы мира в Монте-Соле сообщает о 770 жертвах. Это число близко к официальному отчету штурмбаннфюрера Редера, который сообщил о "казни 728 бандитов". Среди жертв 155 были в возрасте до 10 лет, 95 — от 10 до 16 лет, 142 — старше 60 лет, 454 мужчины и 316 женщин. Пятеро были священниками.
Приходской священник и участник Сопротивления Джованни Форнасини рисковал своей жизнью, защищая население от нацистов во время массовых убийств. Хотя Форнасини спас жизни многих своих прихожан и сумел избежать немедленной смерти, позже он был обнаружен офицером СС, когда хоронил тела убитых во время резни, что было запрещено нацистами. Офицер обвинил его в преступлениях, совершенных в районе Марцаботто. Когда Форназини признался, что помог жителям деревни избежать казни, офицер застрелил его.

## Наказание
- Британцы судили генерала СС Макса Зимона за участие в массовой резне. Он был приговорен к смертной казни, которая позже была заменена на пожизненное заключение. Зимон был помилован в 1954 году и умер в 1961 году.
- Американцы арестовали в Зальцбурге майора СС Вальтера Редера (гражданина Австрии) и передали его британцам. Редер был экстрадирован в Италию в мае 1948 года, чтобы предстать перед судом за военные преступления. В 1951 году его судили в итальянском военном суде в Болонье. Он был приговорен к пожизненному заключению в военной тюрьме в Гаэте. Он был освобожден в 1985 году и умер 6 лет спустя в 1991 году.
- В 1998 году (54-я годовщина резни) президент Германии Йоханнес Рау принес официальные извинения Италии и выразил "глубокую скорбь и стыд" семьям жертв Мардзаботто.
- В январе 2007 года 10 из 17 подозреваемых бывших членов СС были заочно признаны виновными итальянским военным трибуналом в городе Специя на севере Италии. Они были приговорены к пожизненному заключению за массовое убийство. Итальянские СМИ сообщили, что эти 10 человек также были обязаны выплатить около 100 миллионов евро выжившим и родственникам жертв. Семь подозреваемых были оправданы[2].

## Жертвы
- Джованни Форнасини (1915—1944) — священник, ангел Мардзаботто, Золотая медаль «За воинскую доблесть», Слуга Божий
- Убальдо Марчиони (1918—1944) — священник, Слуга Божий

## В популярной культуре
- Действие фильма 1975 года «Сало, или 120 дней Содома», в котором затрагиваются темы фашизма и злоупотребления властью, происходит в Мардзаботто после резни.
- Фильм «Тот, кто придёт» (2009) рассказывает о местных жителях, партизанах и резне в Мардзаботто. Фильм был удостоен многочисленных наград. В фильме Раффаэле Заббан играет дона Джованни Форназини, а Джермано Маччиони — дона Убальдо Маркиони.